# FT Большой Медведицы
FT Большой Медведицы (лат. FT Ursae Majoris), HD 75840 — двойная звезда в созвездии Большой Медведицы на расстоянии приблизительно 974 световых лет (около 299 парсеков) от Солнца. Видимая звёздная величина звезды — от +9,42m до +9,29m.

## Характеристики
Первый компонент — жёлто-белая пульсирующая переменная звезда типа RR Лиры (RRC:) спектрального класса F0.